# Étienne Wenger

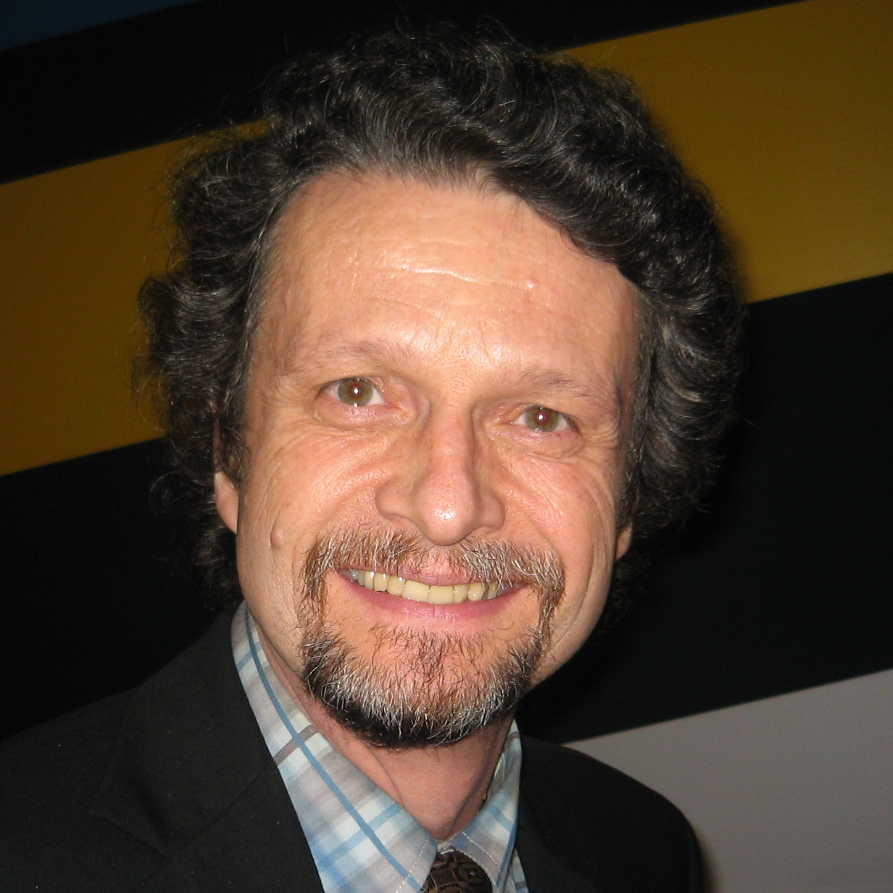
Étienne Wenger, 2008

Étienne Wenger (* 1. Juli 1952 in Neuchâtel) ist ein unabhängiger Schweizer Sozialforscher mit Hauptaugenmerk auf Communities of Practice. Er hat einen Ph.D. in Künstlicher Intelligenz und lebt und arbeitet jetzt in Grass Valley, Kalifornien.

## Veröffentlichungen
- mit Jean Lave: Situated Learning: Legitimate Peripheral Participation. Cambridge University Press, 1991
- Communities of Practice: Learning, Meaning, and Identity. Cambridge University Press, 1998